# Papuanella affinis
Papuanella affinis är en insektsart som beskrevs av Medler 1989. Papuanella affinis ingår i släktet Papuanella och familjen Flatidae. Inga underarter finns listade i Catalogue of Life.